# Visma

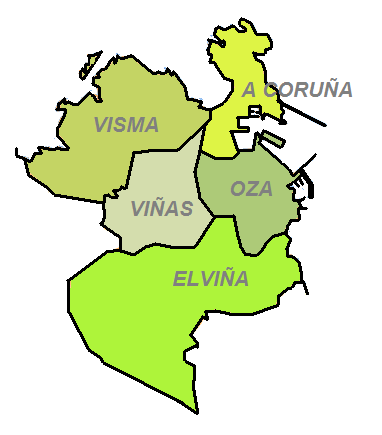
La parròquia de Visma es troba al nord-oest del terme municipal de la Corunya.

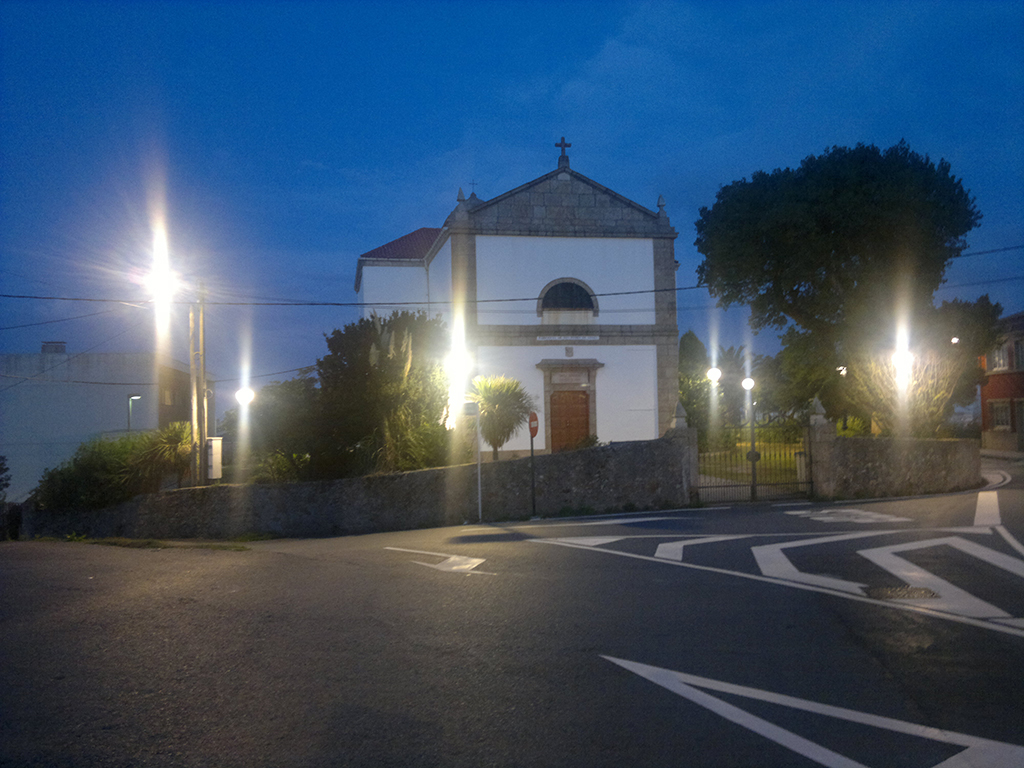
Església de San Pedro de Visma

San Pedro de Visma és una de les cinc parròquies que formen el municipi de la Corunya, a Galícia. Es troba al nord-oest del terme municipal i va pertànyer al municipi d'Oza fins al 1912, any en què aquest és annexionat al de la Corunya.

## Història
Després de l'aprovació de la Constitució espanyola de 1812 i la creació dels ajuntaments constitucionals, la parròquia de San Pedro de Visma es va integrar al municipi d'Oza juntament amb les parròquies de San Cristovo das Viñas, San Vicenzo de Elviña i Santa María de Oza. El 1912, el municipi de la Corunya va annexionar el municipi d'Oza i Visma va passar a ser una de les cinc parròquies de la Corunya.

## Demografia
L'any 2013 tenia 2.536 habitants repartits entre 8 entitats de població. Bona part dels barris de la parròquia formen part de la trama urbana de la ciutat de la Corunya i, per tant, no es tenen en compte en el cens de població anterior.

## Llocs d'interès
- Castro de Nostián
- Monte de San Pedro
- Illes de San Pedro
- Ascensor panoràmic del Monte de San Pedro